# 實心角菊珊瑚
實心角菊珊瑚（学名：Favites halicora）为菊珊瑚科角菊珊瑚屬下的一个种。